# Liubov Sokolova
Liubov Vladímirovna Sokolova  (rus: Любо́вь Влади́мировна Соколо́ва, pels seus matrimonis, Shashkova i Kýlich: Шашко́ва, Кылыч), també coneguda com a Lioubov Chachkova; nascuda el 4 de desembre de 1977) és una exjugadora de voleibol russa. El seu nom de soltera és Lioubov Sokolova. També és coneguda com a Lioubov Kılıç. És membre de la selecció de voleibol femení de Rússia, que va guanyar la medalla d'or al Campionat Mundial de Voleibol Femení de 2006 i en el Campionat Mundial de Voleibol Femení de 2010 en Japó; i les medalles de plata als Jocs Olímpics de Sydney 2000 i als Jocs Olímpics d'Atenes 2004.

## Vida personal
Es va casar amb l'entrenador de voleibol turc Aytaç Kılıç quan jugava per l'Eczacıbaşı Istanbul. Té un fill anomenat Daniel Shashkov (del seu ex-marit). A més de ser russa, també posseeix la nacionalitat turca.

## Carrera
Sokolova compta amb nombrosos premis individuals en totes les categories. El 2006 va ser premiada com "La millor jugadora d'Europa".
També va guanyar la CEV Top Teams Cup 2006-07 amb l'equip espanyol Grup 2002 Múrcia, i va ser premiada com a "Jugadora més Valuosa (MVP)" i "Millor Servei".
Sokolova a més es va alçar amb la medalla de bronze en La Lliga de Campions de Voleibol Femení 2010-11 amb el Fenerbahçe Acıbadem.

## Clubs
- CSKA de Moscou (1992–1995)
- Rossy de Moscou (1995–1996)
- Mladost Zagabria (1997–1998)
- Hitachi (1998–1999)
- Uralotchka NTMK Ekaterinburg (1999–2000)
- Eczacıbaşı Zentiva (2000–2001)
- Radio 105 Foppapedretti Bergamo (2002–2005)
- Munti Schiavo Banca Marche Jesi (2005–2006)
- Grup 2002 Múrcia (2006–2007)
- Zarechie Odintsovo (2007–2009)
- Munti Schiavo Banca Marche Jesi (2009–2010)
- Fenerbahçe Acıbadem (2010–2012)
- Eczacıbaşı VitrA (2012–2013)
- Dinamo Krasnodar (2013–2016)

## Premis

### Individuals
- Grand Prix de Voleibol de 1999 "Millor Servei"

- Campionat Mundial de Voleibol Femení de 1999 "Millor Atacant"

- Campionat Mundial de Voleibol Femení de 1999 "Millor Recepció"

- 2006 CEV "Millor Jugadora d'Europa"

- Grand Prix de Voleibol de 2000 Jugadora mes Valuosa (MVP)

- ((Campionat Europeu de Voleibol Femení de 2001)) Millor Servei

- ((Campionat Europeu de Voleibol Femení de 2001)) Millor Recepció

- Copa de la Cev 2004  Millor Servei

- Copa de la Cev 2004 "Jugadora més Valuosa (MVP)"

- Campionat Europeu de Voleibol Femení de 2007 "Millor Recepció"

- Copa de la CEV 2006-07 "Jugadora més Valuosa (MVP)"

- Copa de la CEV 2006-07 "Millor Servei"

### Per Equip
- 2001 Copa Turca -  Campió, amb l'Eczacıbaşı d'Istanbul
- 2001 Superliga Turca -  Campió, amb l'Eczacıbaşı
- 2004 Superliga Italiana -  Campió, amb el Radi 105 Foppapedretti Bergamo
- 2005 Copa Italiana -  Campió, amb el Radi 105 Foppapedretti Bergamo
- 2006 Supercopa d'Espanya de Voleibol Femení -  Campió, amb el Grup 2002 Múrcia
- 2007 Copa de la Reina de voleibol (Espanya) -  Campió, amb el Grup 2002 Múrcia
- 2007 Superliga Espanyola -  Campió, amb el Grup 2002 Múrcia
- 2007 Top Teams Cup -  Campió, amb el Grup 2002 Múrcia
- 2008 Superliga Russa -  Campió, amb el Zarechie Odintsovo
- 2008 Copa Russa -  Campió, amb el Zarechie Odintsovo
- 2010 Supercopa Turca -  Campió, amb el Fenerbahçe Acıbadem
- Campionat Mundial de Voleibol Femení de Clubs de 2010 -  Campió, amb el Fenerbahçe Acıbadem
- 2010/11 CEV Lliga de Campions de voleibol -  medalla de bronze, amb el Fenerbahçe Acıbadem